# Qatari League 2006-2007
La Qatari League 2006-2007 è la 36ª edizione della massima competizione nazionale per club del Qatar. La squadra campione in carica è l'Al-Sadd.
Alla competizione prendono parte 10 squadre. A fine campionato a diventare campione del Qatar è l'Al-Sadd  per la dodicesima volta nella sua storia.

## Classifica
| Pos              | Club         | P  | W  | D  | L  | GF | GA | Pts |
| Qatar (bandiera) | Al-Sadd      | 27 | 17 | 4  | 6  | 52 | 29 | 55  |
| 2                | Al-Gharafa   | 27 | 11 | 10 | 6  | 51 | 41 | 43  |
| 3                | Umm-Salal    | 27 | 11 | 6  | 10 | 35 | 28 | 39  |
| 4                | Al-Rayyan    | 27 | 9  | 10 | 8  | 40 | 42 | 37  |
| 5                | Al-Wakrah    | 27 | 7  | 13 | 7  | 29 | 29 | 34  |
| 6                | Qatar SC     | 27 | 10 | 4  | 13 | 35 | 36 | 34  |
| 7                | Al-Khor      | 27 | 9  | 6  | 12 | 35 | 40 | 33  |
| 8                | Al-Shamal    | 27 | 7  | 11 | 9  | 26 | 36 | 32  |
| 9                | Al-Arabi     | 27 | 8  | 6  | 13 | 35 | 41 | 30  |
| 10               | Al-Ahli Doha | 27 | 7  | 8  | 12 | 29 | 45 | 29  |

## Marcatori
| Gol |  |  | Giocatore            | Squadra            |
| --- |  |  | -------------------- | ------------------ |
| 19  |  |  | Younis Mahmoud       | Al-Gharafa         |
| 18  |  |  | Emerson              | Al-Sadd            |
| 16  |  |  | João Tomás           | Al-Arabi Al-Rayyan |
| 12  |  |  | Ismail Sulaiman      | Al-Shamal          |
| 11  |  |  | Rodrigo Gral         | Al-Khor            |
| 11  |  |  | Imad Al-Hosni        | Qatar SC           |
| 11  |  |  | Mirghani Al-Zain     | Al-Wakrah          |
| 11  |  |  | A'laa Hubail         | Al-Gharafa         |
| 10  |  |  | Sabri Lamouchi       | Al-Rayyan          |
| 10  |  |  | Bouchaib El Moubarki | Al-Arabi           |
| 10  |  |  | Husain Ali           | Umm-Salal          |